# أندرياس هوفر (دراج)
أندرياس هوفر (بالألمانية: Andreas Hofer)‏ هو دراج نمساوي، ولد في 8 فبراير 1991 في فينر نويشتات في النمسا.

## وصلات خارجية
- أندرياس هوفر على موقع أرشيف الدراجات (الإنجليزية)
- أندرياس هوفر على موقع إحصائيات الدراجات الإحترافية (الإنجليزية)
- أندرياس هوفر على موقع نسبة الدراجات (الإنجليزية)